# Theo Bennes
Theodorus Derk (Theo) Bennes (Amsterdam, 2 september 1903 - Amsterdam, 1 november 1982) was een Nederlandse schilder en beeldhouwer.

## Leven en werk
Bennes trok in 1924 naar Parijs, waar hij in de avonduren schilderlessen volgde aan de Académie des Beaux Arts. Overdag werkte hij in het atelier van de beeldhouwers Jean en Joël Martel, waar hij later de leiding over het atelier kreeg.
In 1938 ging Bennes terug naar Nederland, waar hij zich een jaar later in Amstelveen vestigde. Aanvankelijk maakte Bennes figuurvoorstellingen, halverwege de jaren vijftig veranderde zijn stijl; mede onder invloed van het zenboeddhisme werd zijn werk abstracter.
In 1948 richtte Bennes het Amsteltoneel op in zijn woonplaats. Hij schreef enkele tragedies en zorgde voor decorontwerpen.
Hij was in 1961 oprichter van de kunstenaarsgroepen Oekwa en Europa, beide groepen bestonden uit kunstenaars met spiritualistische denkbeelden die zich distantieerden van de reguliere kunst wegens het 'nihilistische karakter en oppervlakkigheid'.

## Enkele werken
- 1950 Oorlogsmonument, Amstelveen
- 1955 Aalscholver, Amstelveen
- 1955 Zwaan, Amstelveen
- 1956 Veulen, Amstelveen[3]
- 1962 Vrouwenfiguur, Nieuwer-Amstel[4][5]

## Galerij

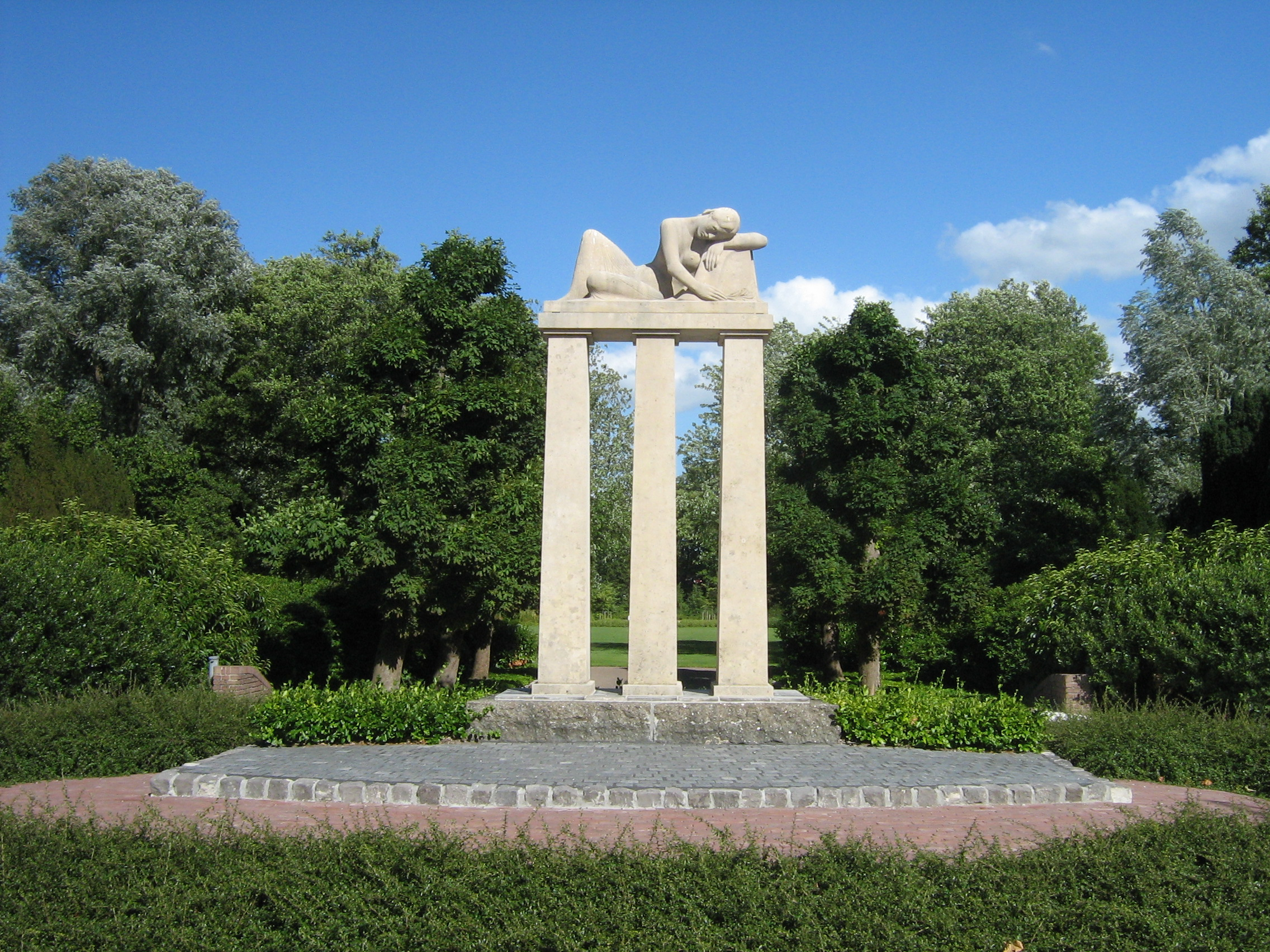
Oorlogsmonument
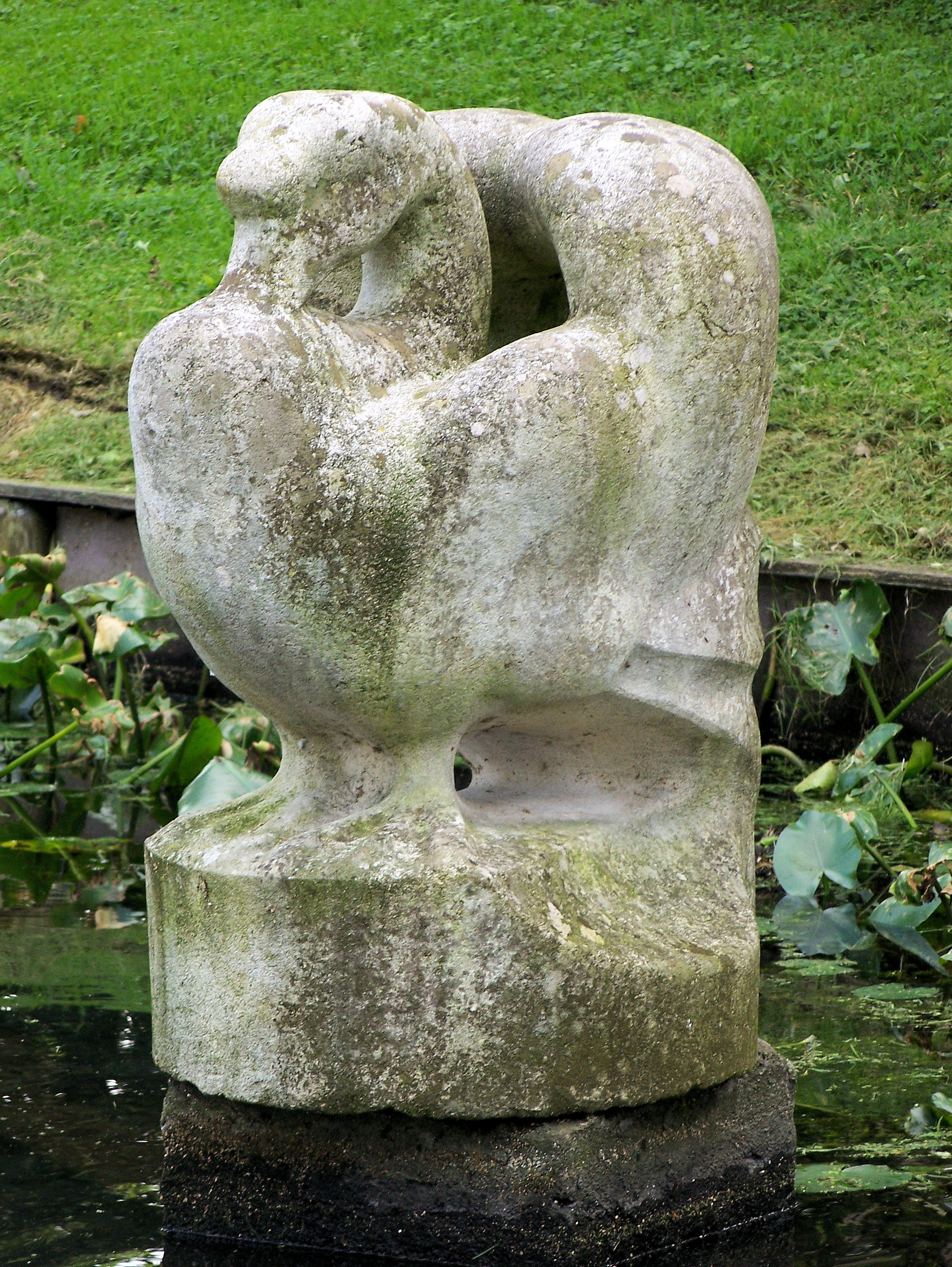
Zwaan
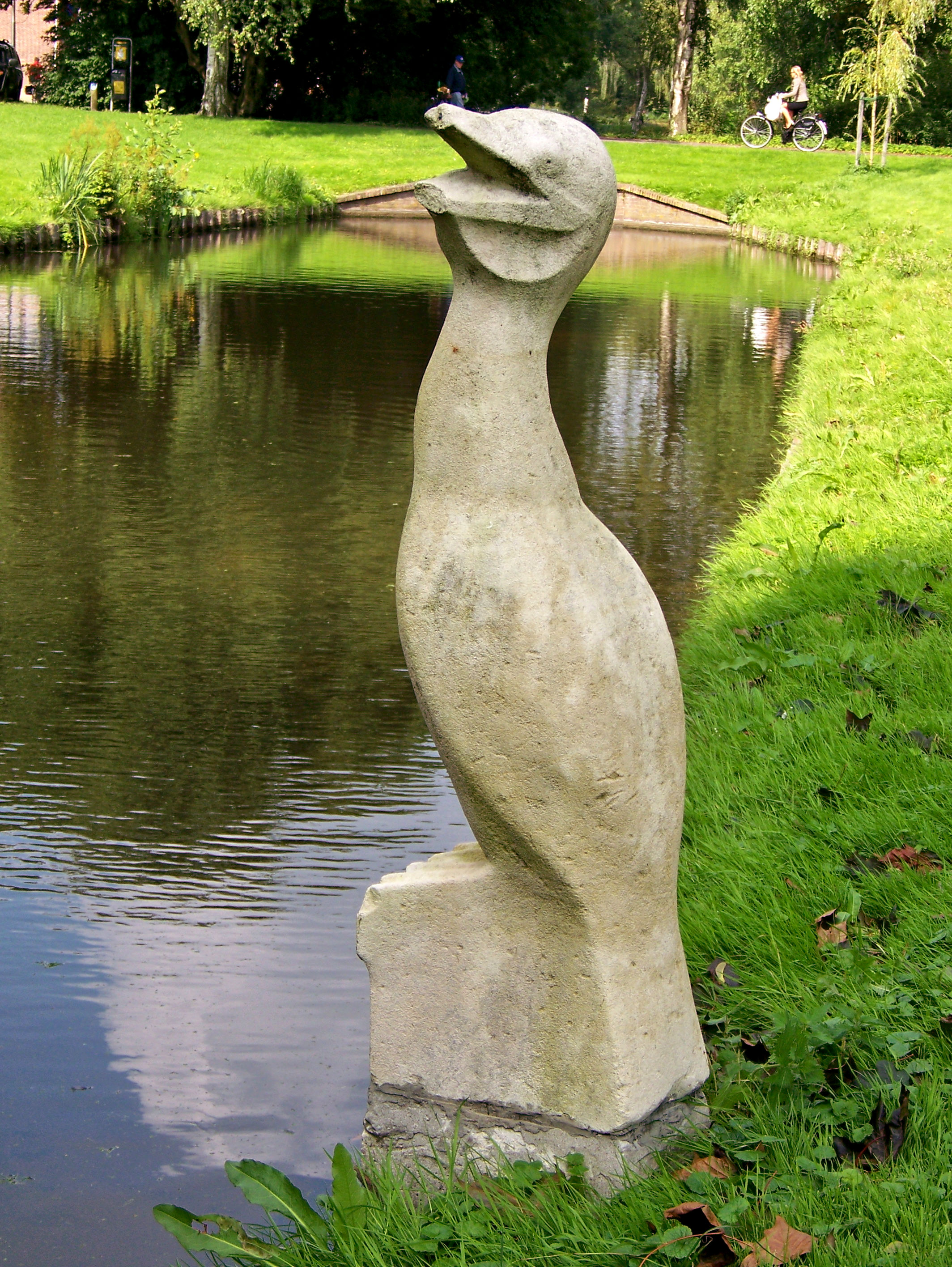
Aalscholver (1955)

## Enkele exposities
- 1935. Vereniging voor de Kunst, Utrecht.[6]
- 1948. Internationaal Cultureel Centrum, Amsterdam.[7]
- 1960. Kunsthandel Santee Landweer, Amsterdam.[8]
- 1961. Rotterdamse Kunstkring, Rotterdam.[9]
- 1963. Galerie De Mangelgang, Groninger.[10]
- 1966. Galerie Waalkens, Finsterwolde met Siep van den Berg.[11]
- 1974. Hoofdkantoor Spaarbank van de Stad Amsterdam.[12]

- Biografisch Portaal: 25933398
- Gemeinsame Normdatei: 129624314
- International Standard Name Identifier: 0000 0003 8801 1398
- Nederlandse Thesaurus van Auteursnamen: 133680428
- RKD-Nederlands Instituut voor Kunstgeschiedenis: 6538
- Union List of Artist Names: 500387220
- Virtual International Authority File: 281122004
- WorldCat: E39PBJwHjgDP4btDXtdgtdkxDq